# Колигов, Дмитрий Григорьевич
Дмитрий Григорьевич Колигов — советский хозяйственный, государственный и политический деятель.

## Биография
Родился в 1917 году в поселке Караульный. Член КПСС.
Окончил Московский экономический институт и ВПШ при ЦК КПСС.
Участник Великой Отечественной войны: телеграфист 847-го отдельного батальона связи 315-й стрелковой дивизии, телеграфист 1185-й отдельной роты связи 5-го отдельного Краснознамённого Севастопольского полка связи МВД СССР, офицер Штеттинской бригады связи Северной группы войск.
В 1957 — первый секретарь Убинского райкома КПСС.
В 1965—1967 — первый секретарь Болотнинского райкома КПСС.
В 1967—1980 — первый секретарь Новосибирского райкома КПСС.
Делегат XXV съезда КПСС.
Умер в 1998 году в Томске.

## Награды
- Орден Ленина (22.03.1966)
- Орден Октябрьской Революции (08.04.1971)
- Орден Отечественной войны II степени (23.12.1985)
- Орден Трудового Красного Знамени (11.01.1957, 23.12.1976)